# Elizabeth Olsen

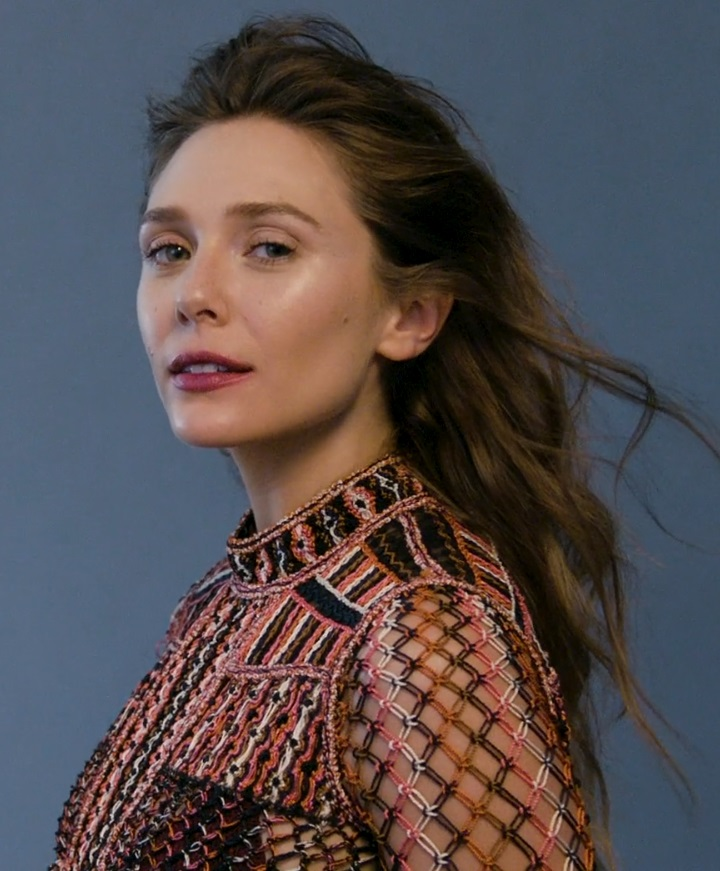
Elizabeth Olsen (2018)

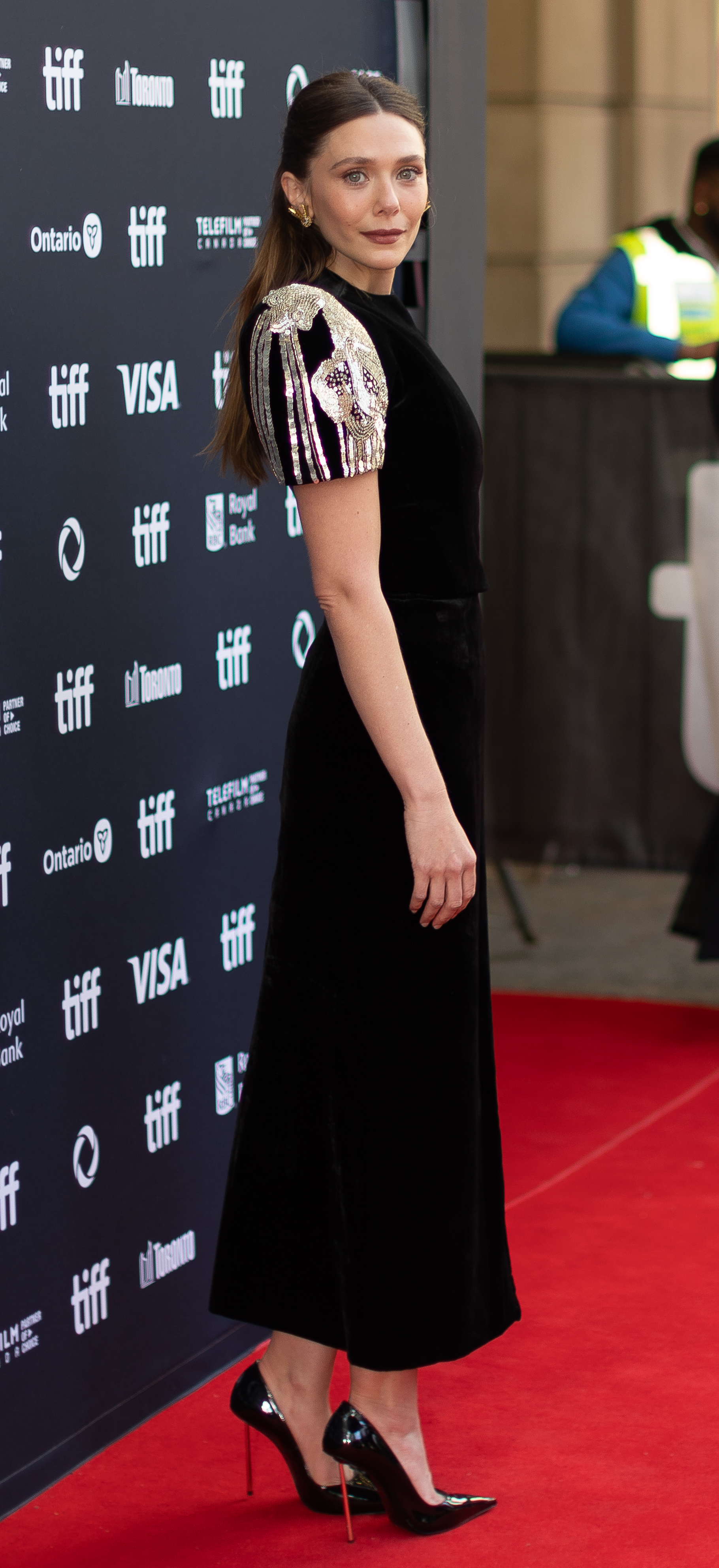
Elizabeth Olsen na TIFF 2024

Elizabeth Chase Olsen (ur. 16 lutego 1989 w Stanach Zjednoczonych) – amerykańska aktorka, młodsza siostra bliźniaczek Mary-Kate i Ashley. Wystąpiła m.in. w filmach Avengers: Czas Ultrona, Kapitan Ameryka: Wojna bohaterów, Avengers: Wojna bez granic i Godzilla.

## Życiorys

### Wczesne lata
Elizabeth Chase Olsen urodziła się 16 lutego 1989 roku w Sherman Oaks w Kalifornii. Jej matka, Jarnie, jest byłą tancerką, a jej ojciec – Dave – agentem nieruchomości. Jej starsze siostry to Mary-Kate i Ashley Olsen, projektantki mody, które w dzieciństwie odniosły sukces jako aktorki telewizyjne i filmowe. Olsen ma także starszego brata, młodszego przyrodniego brata i młodszą przyrodnią siostrę. Jej rodzice rozwiedli się w 1996 roku.
Olsen zaczęła grać w wieku czterech lat, występując w projektach Mary-Kate i Ashley, w tym w filmie telewizyjnym Jak uratowano Dziki Zachód z 1994 r. oraz w serialu Przygody Mary-Kate i Ashley. Jako dziecko uczęszczała na zajęcia aktorskie i przebywała na obozach teatru muzycznego. Prawie rzuciła swoją karierę aktorską w 2004 roku z powodu dużego zainteresowania mediów zaburzeniami odżywiania jej siostry Mary-Kate.
Uczęszczała do szkoły Campbell Hall w Studio City w Kalifornii. Uczęszczała również do Tisch School of the Arts na Uniwersytecie Nowojorskim (NYU), brała tam udział w zajęciach w Atlantic Theatre Company i spędziła semestr w Moskiewskiej Szkole Teatralnej w Rosji. Dostała role dublerek w off-broadwayowskich i broadwayowskich produkcjach sztuk w 2008 i 2009 roku. Dzięki temu znalazła swojego agenta. Ukończyła studia na Uniwersytecie Nowojorskim w styczniu 2013 r.

### Życie prywatne
Olsen twierdzi, że od trzynastego roku życia jest ateistką, ponieważ uważa, że „religia powinna dotyczyć wspólnoty i miejsca, w którym można się modlić, a nie czegoś, co powinno decydować o wolności kobiet”. Ona i aktor Boyd Holbrook byli w związku od 2011 do 2014 roku. Jest ambasadorką firmy Bobbi Brown Cosmetics.
Olsen zaręczyła się z muzykiem, członkiem amerykańskiego zespołu Milo Greene, Robbiem Arnettem, w lipcu 2019 roku, po trzech latach związku. Wzięli cichy ślub. Ona i Arnett mieszkają w Los Angeles. Wspólnie napisali książkę dla dzieci zatytułowaną Hattie Harmony: Worry Detective, która ukazała się w czerwcu 2022 roku. W 2023 roku wydali drugą część swojej książki – Hattie Harmony: Opening Night.
W 2023 roku Olsen została ogólnoświatową ambasadorką firmy kosmetycznej Missha.

## Filmografia

### Film
| Rok  | Tytuł                                     | Rola                                | Informacje          | Przypis |
| ---- | ----------------------------------------- | ----------------------------------- | ------------------- | ------- |
| 2011 | Pokój, miłość i nieporozumienia           | Zoe                                 |                     |         |
| 2011 | Martha Marcy May Marlene                  | Martha                              |                     |         |
| 2011 | Cichy dom                                 | Sarah                               |                     |         |
| 2012 | Czerwone światła (Red Lights)             | Sally Owen                          |                     |         |
| 2012 | Sztuki wyzwolone                          | Zibby                               |                     |         |
| 2013 | Bardzo grzeczne dziewczyny                | Gerri                               |                     |         |
| 2013 | Na śmierć i życie                         | Edie Parker                         |                     |         |
| 2013 | Oldboy. Zemsta jest cierpliwa             | Marie Sebastian                     |                     |         |
| 2013 | Teresa Raquin                             | Thérèse Raquin                      |                     |         |
| 2014 | Kapitan Ameryka: Zimowy żołnierz          | Wanda Maximoff                      | rola cameo          | [ 22 ]  |
| 2014 | Godzilla                                  | Elle Brody                          |                     |         |
| 2015 | Avengers: Czas Ultrona                    | Wanda Maximoff                      |                     | [ 23 ]  |
| 2015 | I Saw the Light. Historia Hanka Williamsa | Audrey Mae Williams                 |                     |         |
| 2016 | Kapitan Ameryka: Wojna bohaterów          | Wanda Maximoff                      |                     | [ 24 ]  |
| 2017 | Ingrid wyrusza na zachód                  | Taylor Sloane                       |                     |         |
| 2017 | Wind River. Na przeklętej ziemi           | Jane Banner                         |                     |         |
| 2017 | Kodachrome                                | Zoe Kern                            |                     |         |
| 2018 | Avengers: Wojna bez granic                | Wanda Maximoff                      |                     |         |
| 2019 | Avengers: Koniec gry                      | Wanda Maximoff                      |                     |         |
| 2022 | Doktor Strange w multiwersum obłędu       | Wanda Maximoff / Szkarłatna Wiedźma |                     |         |
| 2023 | Jego trzy córki                           | Christina                           | również producentka | [ 25 ]  |
| 2024 | Ewaluacja                                 | Mia                                 |                     | [ 26 ]  |
| 2025 | Eternity                                  | Joan                                | w postprodukcji     | [ 27 ]  |

### Telewizja
| Rok       | Tytuł                      | Rola                                | Informacje                       | Przypis       |
| --------- | -------------------------- | ----------------------------------- | -------------------------------- | ------------- |
| 1994      | Jak uratowano Dziki Zachód | Dziewczynka w samochodzie           | film telewizyjny                 |               |
| 2016      | Drunk History              | Norma Kopp                          | 1 odcinek                        |               |
| 2017      | Harmon Quest               | Stirrip                             | 1 odcinek                        | [ 28 ]        |
| 2018–2019 | Sorry for Your Loss        | Leigh Shaw                          | główna rola; również producentka |               |
| 2021      | WandaVision                | Wanda Maximoff / Szkarłatna Wiedźma |                                  |               |
| 2021–2022 | Assembled                  | ona sama                            | 2 odcinki                        | [ 29 ] [ 30 ] |
| 2022      | Saturday Night Live        | ona sama                            | 1 odcinek                        | [ 31 ]        |
| 2023      | Miłość i śmierć            | Candy Montgomery                    |                                  |               |
| 2023      | A gdyby...?                | Wanda Maximoff / Szkarłatna Wiedźma | 2 odcinki; rola dubbingowa       | [ 32 ]        |
| 2025      | Marvel Zombies             | Wanda Maximoff / Szkarłatna Wiedźma | rola dubbingowa; w postprodukcji | [ 33 ]        |

### Teatr
| Rok  | Tytuł         | Rola  | Miejsce               | Przypis |
| ---- | ------------- | ----- | --------------------- | ------- |
| 2013 | Romeo i Julia | Julia | Classic Stage Company | [ 34 ]  |